# 435 a.C.

## Eventos

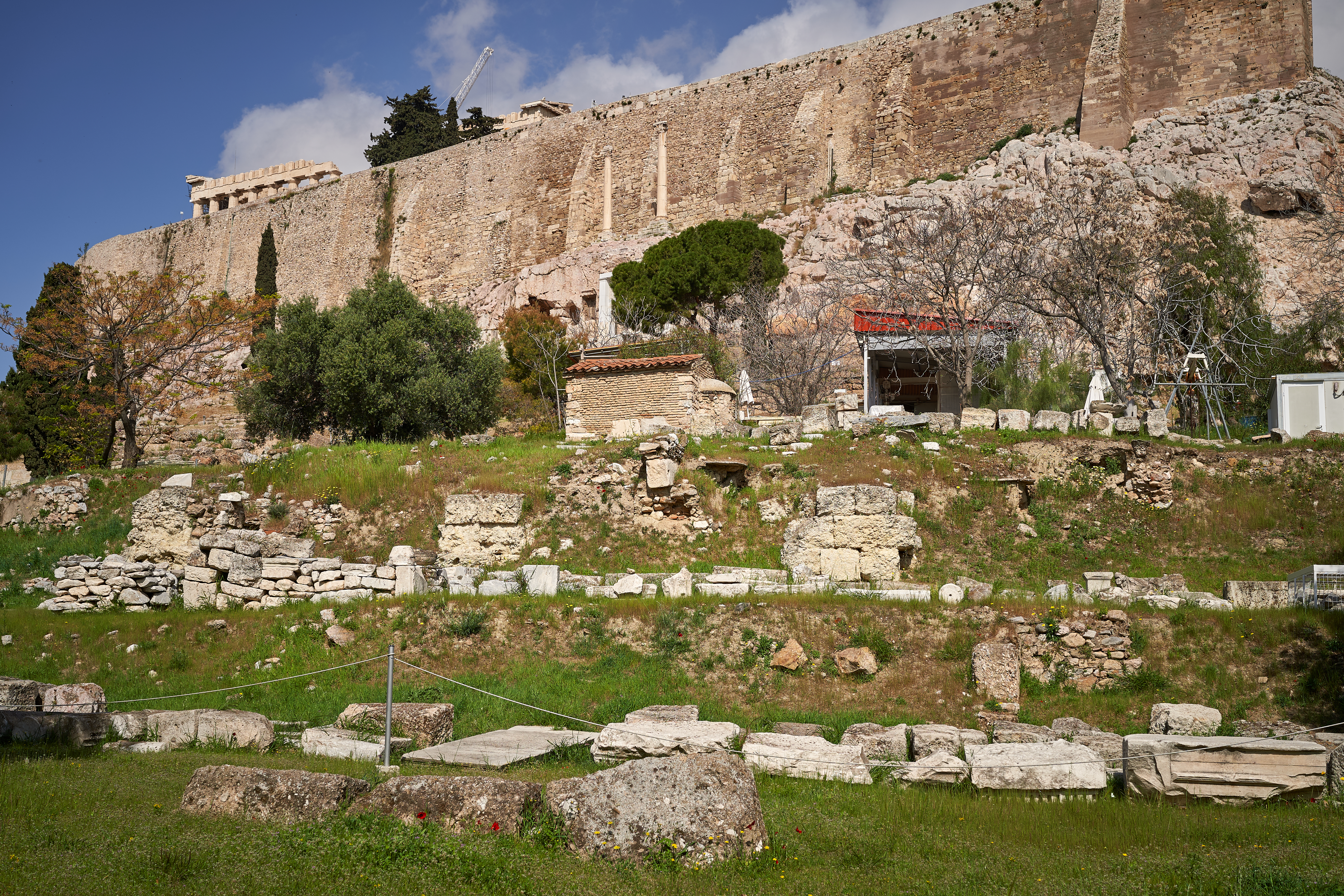
Ruínas do Odeão de Atenas, construído em 435 a.C.

- Péricles constrói o Odeão de Atenas.[1]
- São eleitos cônsules em Roma, Lúcio Vergínio Tricosto e Caio Júlio Julo (este pela segunda vez).[2]

## Nascimentos
- Aristipo de Cirene - filósofo grego
- Euclides de Mégara - filósofo grego
- Filoxeno - poeta grego